# ニーヤ
ニーヤとは、イスラム教における1つの概念であり、ある行為を神のためにするという心の中での意思表明を意味する。
イブン・ラジャブの「アル＝ナワウィの40のハディースの解説：第1のハディース」によれば、行為は意志表明に従って判断される。
ウマルは伝えている。預言者は言った、「行為とは意志にもとづくものであり、人はみな自らの意志した事柄の所有者である」と。
同様にして、ニーヤあるいは意志表明は、儀式的な礼拝行為の要件の中で最も重要である。ニーヤを耳に聞こえるよう発声する必要性についての議論がある。しかし、多くのイスラーム法学者は、ニーヤは心を込めて発せられるものであって発声される必要はない、ということに賛成している。加えて、イスラム教の預言者ムハンマドと彼の教友たちが礼拝前にニーヤを声に出したことがあるという証拠は存在しない。
イスラム教徒は、礼拝やメッカへの巡礼を始める前に、ニーヤしなければならない。